# Stefan Smid
Stefan Smid (* 1956 in Bremen) ist ein deutscher Rechtswissenschaftler und Hochschullehrer.

## Leben
Stefan Smid studierte Rechtswissenschaft an der Universität Mannheim und legte beide Staatsexamina 1980 und 1982 in Baden-Württemberg ab, wo er auch das Referendariat absolvierte. Mit einer von Hans Martin Pawlowski betreuten Doktorarbeit Zur Dogmatik der Klage auf Schutz des „räumlich-gegenständlichen Bereichs“ wurde er 1982 in Mannheim promoviert. Pawlowski betreute auch Smids Habilitationsschrift Rechtsprechung. Zur Unterscheidung von Rechtsfürsorge und Prozeß, mit der er 1987 habilitiert wurde. Von 1982 bis 1984 war er als Rechtsanwalt an den Landgerichten Mannheim und Heidelberg, von 1993 bis 2000 als stellvertretendes Mitglied am Landesverfassungsgericht Sachsen-Anhalt und von 1993 bis 2001 als Richter im Zweiten Hauptamt am Oberlandesgericht Naumburg tätig.
Im Jahr 1990 erhielt Smid einen Ruf an die Universität Hamburg, ab 1992 lehrte er an der Martin-Luther-Universität Halle-Wittenberg, wo er bis 2001 eine C4-Professur für Bürgerliches Recht, Zivilprozess- und Insolvenzrecht innehatte. Kurzzeitig wirkte er auch als Gastprofessor an der Universität Wien sowie am Center of Legal Competence in Wien. Seit 2001 hat Smid den Lehrstuhl für Bürgerliches Recht und Zivilprozessrecht an der Christian-Albrechts-Universität zu Kiel. Er ist dort Koordinator für den Schwerpunktbereich 1.2 Zivilrechtspflege mit zivilverfahrens- und insolvenzrechtlicher Ausrichtung.
Seine Schwerpunkte sind die Verbindung von materiellem Zivilrecht und Zivilverfahrensrecht, insbesondere Insolvenzrecht, Recht der freiwilligen Gerichtsbarkeit und Recht der Kreditsicherheiten mit sachenrechtlichen und verfahrensrechtlichen Bezügen sowie Cross-border-Insolvencies. Zu den Forschungsinteressen gehört die Philosophie des Rechts, insbesondere des deutschen Idealismus. Er ist Mitherausgeber der Deutschen Zeitschrift für Wirtschafts- und Insolvenzrecht sowie des Juris-Praxisreports Insolvenzrecht.
Smid verfasste zudem ein Werk über den Spanischen Erbfolgekrieg, welches 2011 erschien. Nach Ansicht eines Rezensenten soll er darin „systematisch und fortlaufend“ aus Wikipedia-Artikeln kopiert haben.
Stefan Smid ist evangelisch, verheiratet und Vater dreier Kinder.

## Schriften (Auswahl)
- Zur Dogmatik der Klage auf Schutz des „räumlich-gegenständlichen Bereichs“ der Ehe. Das Hausrecht der Ehe. Duncker & Humblot, Berlin 1983, ISBN 3-428-05287-0.
- Richterliche Rechtserkenntnis. Zum Zusammenhang von Recht, richtigem Urteil und Urteilsfolgen im pluralistischen Staat. Heymann, Köln u. a. 1990, ISBN 3-428-06737-1.
- Rechtsprechung. Zur Unterscheidung von Rechtsfürsorge und Prozess. Heymann, Köln u. a. 1990, ISBN 3-452-21467-2.
- Einführung in die Philosophie des Rechts. C. H. Beck, München 1991, ISBN 3-406-35249-9
- mit Norbert Fehl (Hrsg.): Recht und Pluralismus. Hans-Martin Pawlowski zum 65. Geburtstag. "... ob das alles so stimmt ...". Berlin-Verlag Spitz, Berlin 1997, ISBN 3-87061-627-X.
- Der Spanische Erbfolgekrieg. Geschichte eines vergessenen Weltkrieges (1701–1714). Böhlau, Wien 2011. ISBN 978-3-412-20638-3.
- Handbuch Insolvenzrecht. 6., neu bearbeitete Auflage. De Gruyter, Berlin 2012, ISBN 978-3-11-027092-1.